# Thunder Loop
Thunder Loop (eerder Looping Star en Superachtbaan Looping Star) was een stalen achtbaan in het Nederlandse Attractiepark Slagharen. De achtbaan was gebouwd door Anton Schwarzkopf en was van het model Looping Star. De baan was operationeel van 1979 tot 2016 en vanaf 2018 onder de naam Looping Star in het Cypriotische pretpark Parko Paliatso.

## Beschrijving
De achtbaan werd in 1978 aangekocht door Henk Bemboom voor zijn toenmalige Ponypark Slagharen. Daarvoor werd toen 5 miljoen Duitse mark betaald, omgerekend 2,5 miljoen euro. Rekeninghoudend met de consumentenprijsindex is dat anno 2016 het equivalent van 8,4 miljoen euro.
De baan had een lengte van 592 meter, een maximale hoogte van 24,5 meter, en een looping. Bij een rit in de achtbaan, die een minuut en 42 seconden duurde, bereikte de trein een maximale snelheid van 77 kilometer per uur. Het was de eerste achtbaan ooit met een verticale looping in Nederland.
Al voor de plaatsing wist Bemboom aandacht voor de achtbaan te krijgen. Hij ging met diverse journalisten naar Duitsland om de attractie te bekijken. 

## Onride-film
Van 2008 tot 2014 was er een videocamera in de stoel gebouwd die de rit opnam. Tijdens de rit werd een film gemaakt die men daarna kon bestellen op cd-rom bij de uitgang van de attractie. In 2015 werd deze vervangen door een gewone onride-foto.

## Niet door de keuring
Op 7 oktober 2014 kwam naar buiten dat de achtbaan mogelijk afgebroken zou gaan worden. De achtbaan kwam geregeld maar net door de veiligheidskeuring. Bij een keuring tussen het zomer- en winterseizoen in 2014 werd de achtbaan afgekeurd. De baan bleek niet meer te voldoen aan de eisen en moest onmiddellijk sluiten. De achtbaan bleef buiten gebruik tijdens Winter Slagharen 2014/2015. Het was de bedoeling om de achtbaan voor het nieuwe pretparkseizoen, dat van start ging eind maart 2015, weer operationeel te krijgen. Dit lukte niet helemaal, want de attractie ging pas op 30 maart, na drie dagen testdraaien, open. Er was veel geld in de baan gepompt. De baan was weer in orde en de eerste testritjes konden plaatsvinden. Er werd onder andere gewerkt aan de funderingen.
Het park sprak toen de wens uit dat de baan nog zeker tot en met seizoen 2016 in bedrijf zou blijven. Eventueel kon er daarna naar een vervanger worden gezocht, maar daar waren toen nog geen concrete plannen voor.

## Definitieve sluiting en vervanger

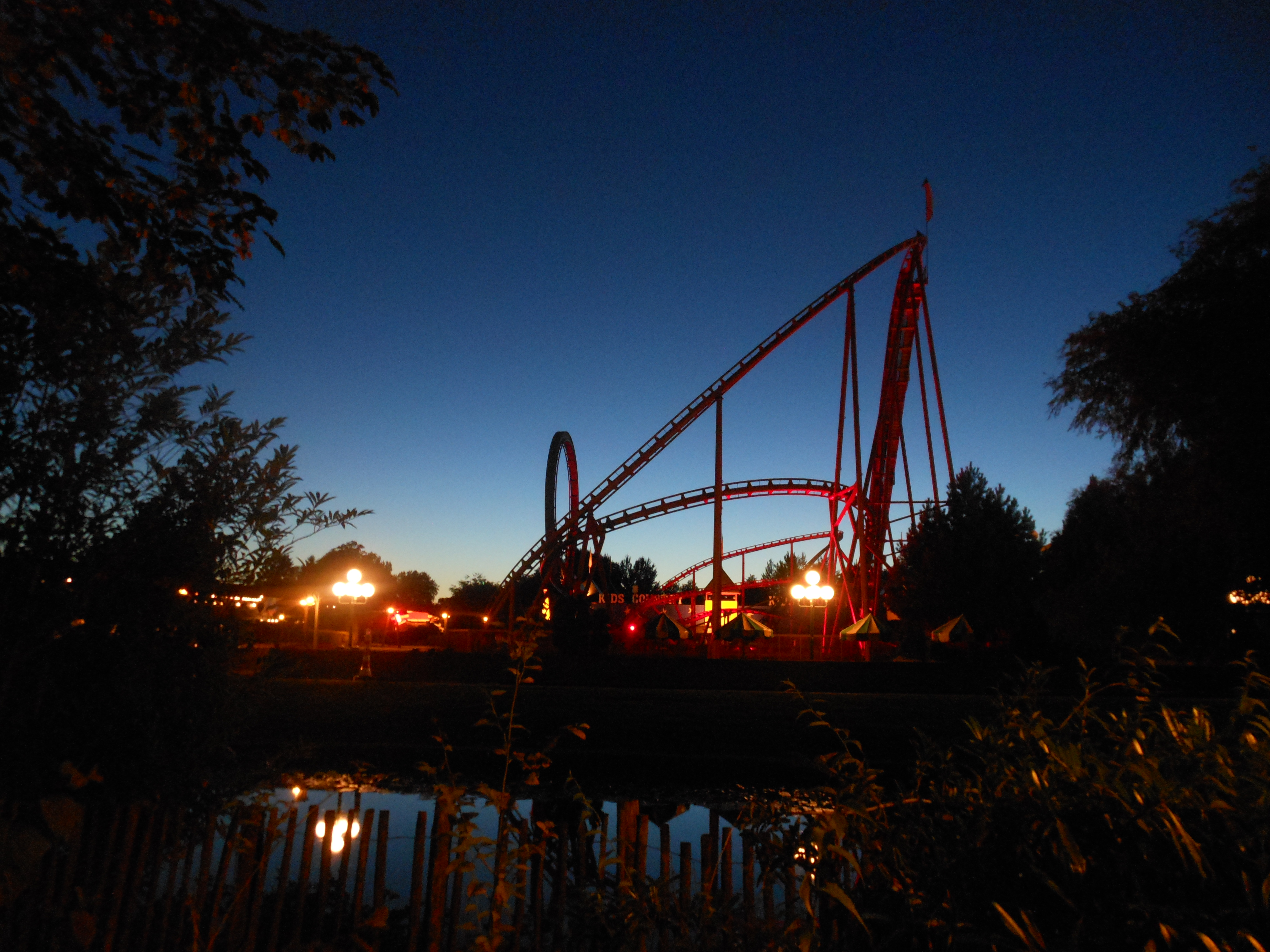
Thunder Loop 's nachts van rechts gefotografeerd, vanaf een wandelpad tussen vakantiepark en attractiepark, enkele maanden voor de sluiting in 2016.

Gedurende het seizoen 2016 werd duidelijk dat het park bezig was met een vervanger voor Thunder Loop. Eind april - begin mei werden er grondmetingen gedaan van het grasveld waarop de achtbaan stond. Begin juni dat jaar kwam dan uiteindelijk de officiële mededeling van directeur Wouter Dekkers dat de baan na de zomer van seizoen 2016 wordt gedemonteerd en vervangen door een hogere, grotere (qua oppervlakte), maar ook stillere achtbaan met minimaal één inversie. Daarvan werd midden augustus 2016 de naam bekendgemaakt: Gold Rush. Alle andere informatie, zoals constructeur en baanverloop, volgden begin september: het wordt een Infinity Coaster van Gerstlauer.

## Demontage en bouw Gold Rush
De Thunder Loop sloot definitief op 2 oktober 2016. De baan is hiermee 37 jaar in bedrijf geweest. Op 4 oktober begon men met de demontage. Het laatste baandeel verliet nog in oktober het terrein, waardoor begin november gestart kon worden met grondwerken en funderingen voor de nieuwe baan, die uiteindelijk op 13 april 2017 opende.
Na demontage werd Thunder Loop verscheept naar een opslagloods bij het gesloten Schotse pretpark Loudoun Castle. De eigenaar van dat pretpark, Henk Bemboom jr., is de zoon van de oprichter van Slagharen. Bovendien stond vroeger in Loudoun Castle ook een Looping Star en zijn ooit de treinen verwisseld. De treinen keerden dus in feite terug naar waar ze vandaan kwamen.

## Weer als nieuw
Bemboom reviseerde de baan. De techniek werd vervangen en de baandelen werden in een nieuw fris kleurtje gezet. Half maart 2017 werd de baan te koop aangeboden op het internet. Deze mocht evenwel niet verkocht worden aan een park in Nederland, België, Frankrijk, Luxemburg of Duitsland omdat dit een van de voorwaarden was die Slagharen gesteld heeft bij de verkoop ervan. Uiteindelijk is de baan verkocht aan Parko Paliatso, een pretpark in Cyprus.

## "Afscheid van een icoon"
Het park bracht ter gelegenheid van het verwijderen van de achtbaan een boek uit met de titel Afscheid van een icoon met ondertitel Vaarwel Looping Star. In het boek staan technische gegevens van de attractie, verhalen van medewerkers over de attractie, weetjes en oude foto's. Het boek is in een limited edition uitgegeven: er zijn tweeduizend exemplaren gedrukt en elk exemplaar is voorzien van een sticker met een uniek nummer. In het voorwoord is directeur Wouter Dekkers aan het woord.
Afbeeldingen · Main Street